# 中开高速公路
中开高速公路是一条位於中华人民共和国广东省的东西横向高速公路，來往中山市翠亨新区及江门市开平市赤坎镇。公路属于中阳高速公路（粤高速编号：S26）的重要组成部分。

## 走線及設計
中开高速公路项目分主线和小榄支线兩部分，其中前者起点位于中山市翠亨新区东，与深中通道相接，经南朗镇、火炬开发区，沿中山南外环路、在建横四线向西，跨越磨刀门水道进入江门市，然后途经新会的大鳌、睦洲、大广海湾经济区（三江、双水）、罗坑，台山的大江、水步、白沙，开平的赤坎、百合，恩平沙湖等经济重镇（区），终点接沈海高速公路，并与高恩高速公路、开春高速公路对接；後者则始于中山市西区，以立交形式与主线相接，终点以立交形式接佛江高速公路江门段。
公路项目全长152.5公里，其中主线长130.7公里，小榄支线则长19.94公里。主线采用双向六车道技术标准，设计时速为120公里每小时（部分路段为100公里每小时），总投资约265.17亿元人民幣。。
台山段於2020年12月28日建成通車，新會段於2023年1月16日建成通車，中山段于2024年6月30日建成通车。

## 價值意義
中开高速公路是广东省高速公路网珠江西岸中东西向主要轴线之一，是珠三角两大功能组团“深莞惠”与“珠中江”之间的直连通道，承接深中通道和港珠澳大桥，中开高速公路连接深中通道并建成通车后，将成为粤西地区往来港澳及珠三角东部的一条快速通道。预期中开高速公路通车后来往江门中心城区和深圳的行车时间将只需一个小时左右，比原来缩短了近一个半小时。

## 互通枢纽及服务设施
| 地区                                                                                         | 里程 | 类型                              | 名称     | 连接                      | 说明                        |
| -------------------------------------------------------------------------------------------- | ---- | --------------------------------- | -------- | ------------------------- | --------------------------- |
| 中山市                                                                                       |      | 枢纽                              | 横门     | 深中通道 中山东部外环高速 | 中山东环在建                |
| 中山市                                                                                       |      | 停车场 · 加油设施 · 修车站 · 餐厅 | 火炬     | 火炬                      |                             |
| 中山市                                                                                       |      | 出入口                            | 城区     | 博爱七路                  |                             |
| 中山市                                                                                       |      | (16)                              | 火炬西   | 广珠东线高速公路          |                             |
| 中山市                                                                                       |      | (25)                              | 金钟湖   | 南外环路 东苑路           |                             |
| 中山市                                                                                       |      | (33)                              | 隆都     | 工业大道 凤凰路           |                             |
| 中山市                                                                                       |      | (38)                              | 沙溪     | 广珠西线高速公路          |                             |
| 中山市                                                                                       |      | (40)                              | 西江花洲 | 西二环路                  |                             |
| 中山市                                                                                       |      | (44)                              | 寳裕     | 中山西部外环高速          |                             |
| 江门市 新会区                                                                                |      | 出入口                            | 大鳌     | 232乡道                   |                             |
| 江门市 新会区                                                                                |      | 枢纽                              | 新沙     | 江珠高速公路              |                             |
| 江门市 新会区                                                                                |      | 出入口                            | 睦州北   | 新中公路                  |                             |
| 江门市 新会区                                                                                |      | 出入口                            | 三江     | 江门大道 银湖路           | 江門站珠西枢纽 古井站货运站 |
| 江门市 新会区                                                                                |      | 出入口                            | 双水     | 双水大道南                |                             |
| 江门市 新会区                                                                                |      | 枢纽                              | 龙头     | 银洲湖高速公路            |                             |
| 江门市 新会区                                                                                |      | 出入口                            | 天亭     | 天亭                      |                             |
| 江门市 新会区                                                                                |      | 出入口                            | 罗坑     | 罗坑                      |                             |
| 江门市 台山市                                                                                |      | 出入口                            | 安里     | 539县道                   |                             |
| 江门市 台山市                                                                                |      | 枢纽                              | 大江南   | 新台高速公路              |                             |
| 江门市 台山市                                                                                |      | 出入口                            | 水步     | 江南大道                  |                             |
| 江门市 台山市                                                                                |      | 出入口                            | 华安     | 328乡道                   |                             |
| 江门市 台山市                                                                                |      | 出入口                            | 白沙     | 中和路                    | 開平南站                    |
| 江门市 开平市                                                                                |      | 出入口                            | 赤坎     | 557县道                   |                             |
| 江门市 开平市                                                                                |      | 出入口                            | 百合     | 325国道                   |                             |
| 江门市 开平市                                                                                |      | 枢纽                              | 罗汉山   | 高恩高速公路 开春高速公路 |                             |
| 1.000 英里 = 1.609 千米；1.000 千米 = 0.621 英里 并行路段 • 已关闭／取消 • 限制进入 • 未开放 |      |                                   |          |                           |                             |